# 薩克森-希爾德布格豪森的夏洛特
薩克森-希爾德布格豪森的夏洛特（德語：Charlotte von Sachsen-Hildburghausen，1787年6月17日—1847年12月12日），薩克森-希爾德布格豪森公爵腓特烈的女兒，母親是梅克倫堡-施特雷利茨大公卡爾二世的女兒夏洛特。

## 家庭
1805年，夏洛特與符騰堡的保羅王子結婚，兩人共有3子2女：
1. 夏洛特（1807年—1873年）
2. 腓特烈（1808年—1870年）
3. 保羅·腓特烈（1809年—1810年），夭折
4. 保琳（1810年—1856年）
5. 奧古斯特（1813年—1885年）